# 반한 실파아차
반한 실파아차(태국어: บรรหาร ศิลปอาชา, 중국어: 馬德祥, 1932년 8월 19일 ~ 2016년 4월 23일)은 태국의 정치인으로, 1995년부터 1996년까지 태국의 총리를 역임했다.

## 내력
중국 이민자의 아들로 태어났다. 수판부리 주에서 건설업, 시멘트 공장, 인쇄 공장, 석유 화학 공장 등을 경영하고 재산을 쌓았다.
태국 국민당에 입당하고 1976년에 수판부리 주 선출의 하원의원이 되었다. 1980년부터 재무 장관, 내무 장관을 역임하였으며, 1994년에 국민당 당수가 되었다.
1995년 7월 총선에서 국민당은 제1당이되고, 7당 연립 정권의 총리에 취임했다. 반한 내각은 민주화의 길을 모색하였다. 하지만 경제 침체와 거듭된 부패 의혹에 의해 국민의 지지를 잃어 갔다. 1996년 9월 불신임 결의안을 심의 후, 반항 내각 해산 총선거에 몰렸다. 선거는 접전 끝에 부총리 겸 국방 장관의 차발릿 용차이유드가 이끄는 신희망당이 제1당이 되었기 때문에, 반한은 정권 자리에서 내려왔다.
총리 사임 후 국민당 당수를 계속 맡았다.
2008년 12 월에는 태국 헌법재판소에서 2007년 하원 선거에서 선거 위반 혐의로 국민당 해산 명령과 동시에 5년간의 참정권 정지 조치를 받았다.
2016년 4월 23일 방콕에서 83세의 나이로 사망하였다.